# جیمز ساوت
جیمز ساوت (انگلیسی: James South; ۱ اکتبر ۱۷۸۵ – ۱۹ اکتبر ۱۸۶۷) ستاره‌شناس اهل بریتانیا بود.
وی همچنین برندهٔ جوایزی همچون همکار انجمن سلطنتی، مدال کاپلی، و مدال طلائی انجمن سلطنتی اختر شناسان شده‌است.

## زندگی
وی در اکتبر سال ۱۷۸۵ درسوت پارک در لندن به دنیا آمد. پدر او یک داروساز بود. او در ابتدا به عنوان شیمیدان، سپس به عنوان جراح آموزش می‌دید، اما علایق او در علم نجوم بر همه چیز پیشی گرفت. در سال ۱۸۲۱ او به عنوان عضو انجمن سلطنتی لندن انتخاب شد و در سال ۱۸۲۲ عضو انجمن سلطنتی ادینبورگ شد. وی در سال ۱۸۲۶ مدال کوپلی و مدال طلای انجمن نجوم سلطنتی در همان سال را کسب کرد.
وی در سال ۱۸۳۱ توسط پادشاه ویلیام چهارم شد.
با شروع در حدود ۱۸۲۶، جیمز جنوبی نقشه هایی برای یک تلسکوپ جدید بزرگتر ساخته شده است، نصب شده کمتری را در استوا بی رنگ عدسی نور (یک تلسکوپ با یک لنز) در یک رصدخانه جدید داشت. او یک لنز دیافراگم ۱۲ اینچی (در واقع حدود ۱۱.۸) از رابرت-آگلا کوچوکس در پاریس برای حدود ۱۰۰۰ پوند خریداری کرد ، به اندازه کافی بزرگترین لنزهای شی اهرمی در جهان در آن زمان بود ، اما در سال ۱۸۳۸ برچیده شد.  بزرگترین عایق نسبی بعدی ، در رصدخانه مارکری بود که با موفقیت ۱۳۵۰ اینچی نسوز ۱۳.۳ اینچی (همچنین یک کوچک لنز پاریس) را در دهه ۱۸۳۰ روی داد. توماس گروب سوار شد. مشکل تلسکوپ جیمز ساوت کوه استوایی بود. 
جیمز دومین مالک دایره گذرگاه Groombridge از سال ۱۸۰۶ بود (پس از استفان داماد ). 
وی در ۱۹ اکتبر ۱۸۶۷ در رصدخانه در کامپدن هیل درگذشت.